# Yves Prouzet
Yves Prouzet, né le 11 avril 1945, est un tireur sportif français.

## Carrière
Yves Prouzet est médaillé d'argent en tir à la carabine standard à 300 mètres aux Championnats du monde de tir 1978 à Séoul.
Il a évolué au l'Association sportive tir du Passage.